# Vitögd vråk
Vitögd vråk (Butastur teesa) är en sydasiatisk fågel i familjen hökar inom ordningen hökfåglar. Den förekommer från sydöstra Iran österut via Indien till Burma. Beståndet anses vara livskraftigt.

## Utseende
Vitögd vråk är en 43 centimeter lång vråk med långa, smala vingar, lång stjärt och vråklikt huvud. Ovansidan är brun med blekare mellersta täckare, undersidan bandad, vingspetsarna mörka och stjärten roströd. Vidare syns en vit fläck i nacken samt ett svart lodrätt sträck mitt på den vita hakan. Irisen är gul. Ungfågeln har gulbrunt huvud, brun iris samt mörkt brunstreckat bröst.

## Läte
Vitögda vråken avger ofta ett jamande sorgesamt läte som i engelsk litteratur återges "pit-weer, pit-weer...", både när den sitter och i flykten.

## Utbredning och systematik
Fågeln förekommer i skogar och på slätter från sydöstra Iran till Indien, södra Tibet och Myanmar. Den har även påträffats vid ett tillfälle i Oman, 22 mars 2004. Den behandlas som monotypisk, det vill säga att den inte delas in i några underarter.

## Levnadssätt
Arten förekommer i torr och öppen skog eller jordbuksmark, upp till 1200 meters höjd i Himalaya. Fågeln lever huvudsakligen av gräshoppor, syrsor och andra stora insekter, men även möss, ödlor och grodor. De kan också ta krabbor från närliggande våtmarker och större bytesdjur som svartnackad hare (Lepus nigricollis).

### Häckning
Vitögd vråk häckar från februari till maj. Det kråklika kvistboet placeras ofta i ett träd utan löv. Den lägger tre vita ägg vanligtvis utan fläckar. Båda könen hjälps åt att bygga boet och mata ungarna, men bara honan ruvar, i 19 dagar.

## Status och hot
Arten har ett stort utbredningsområde och en stor population med stabil utveckling. Utifrån dessa kriterier kategoriserar IUCN arten som livskraftig (LC).

## Namn
Fågelns vetenskapliga artnamn teesa kommer av tīsā som arten kallas på Hindi. Tidigare kallades fågeln vitögd hökvråk på svenska.

## Bilder

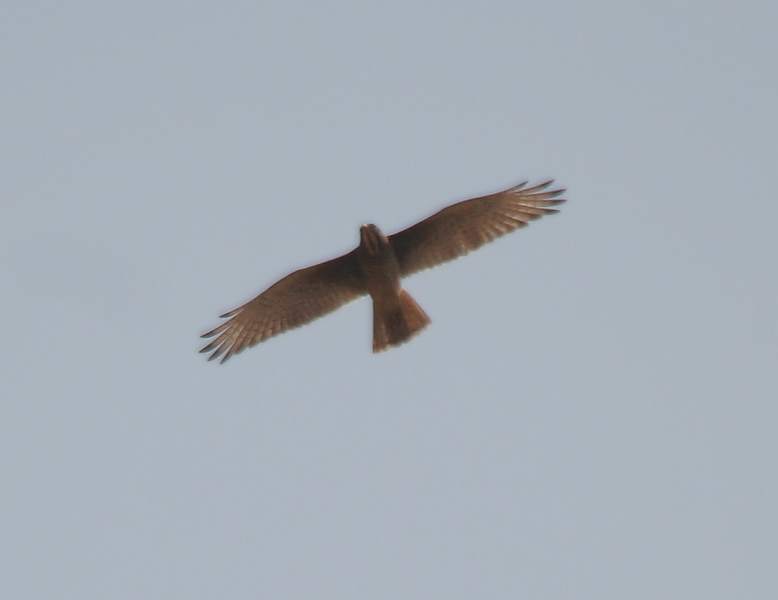
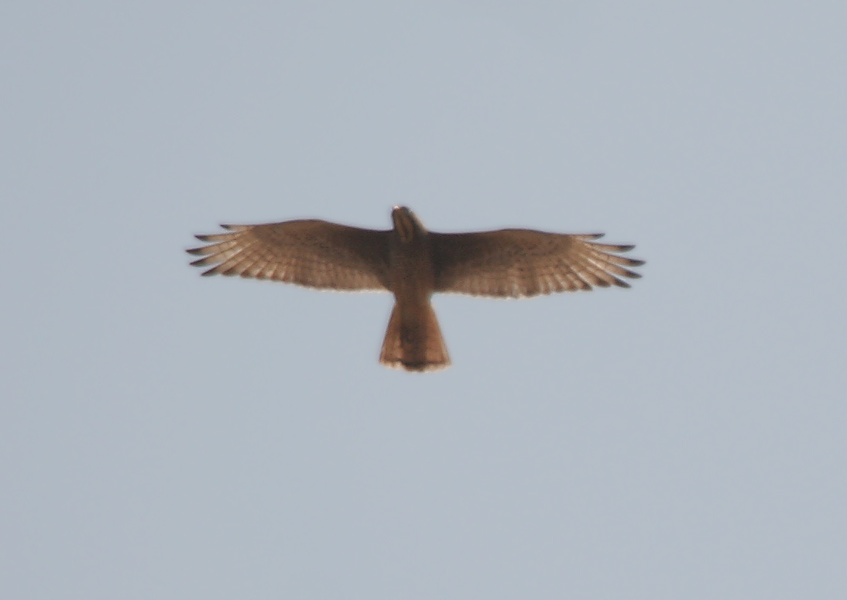
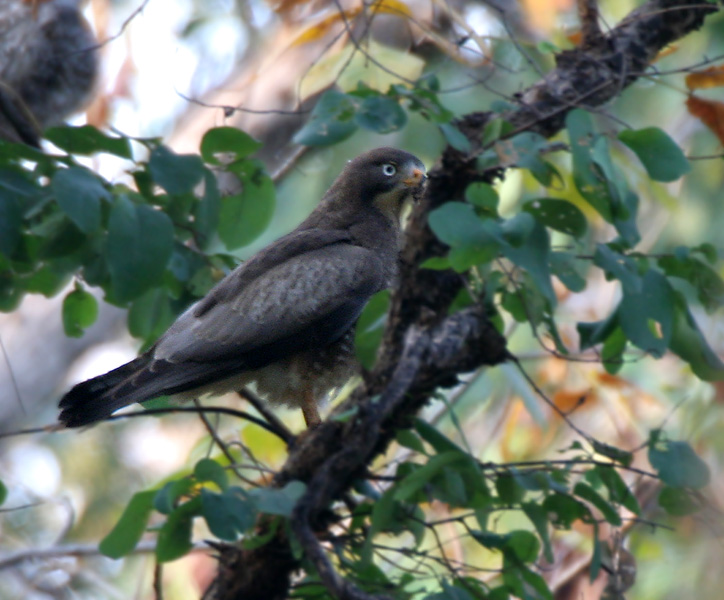
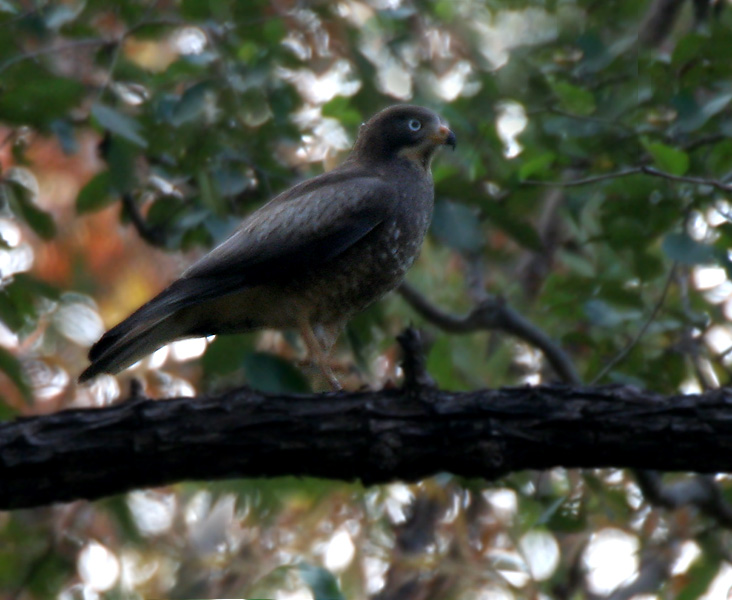